# Songs of Life
Songs of Life es el segundo álbum de estudio del músico estadounidense Bret Michaels, publicado el 22 de abril de 2003. El disco está inspirando en eventos personales en la vida de Michaels, especialmente el nacimiento de su primera hija, a quien dedicó la canción "Raine".

## Lista de canciones
1. "Menace to Society" - 2:49
2. "Bittersweet" - 3:24
3. "Raine" - 3:55
4. "Forgiveness" - 4:19
5. "Loaded Gun" - 3:55
6. "Strange Sensation" - 2:55
7. "Songs of Life" - 3:12
8. "One More Day" (9-11 tribute) - 4:02
9. "I Remember" - 3:38
10. "The Chant" - 1:09
11. "It's My Party" - 3:54
12. "War Machine" - 3:21
13. "Party Rock Band" - 2:43 (Bonus track)
14. "Stay with Me" - 4:14